# Rundstück warm

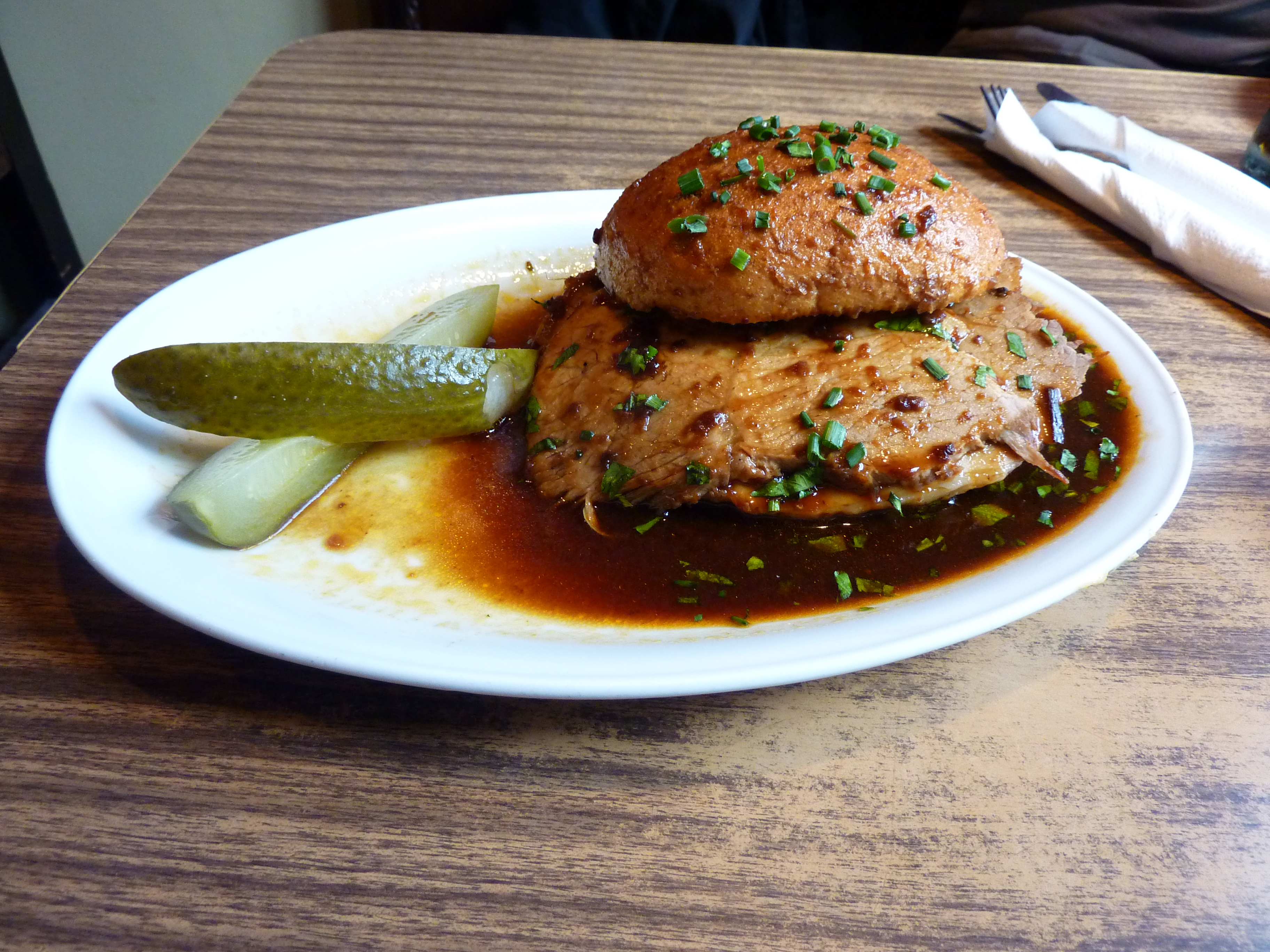
Rundstück warm de la cantina Oberhafen en Hamburgo.

Rundstück warm (del alemán "panecillo caliente" en Schleswig-Holstein y Hamburgo; rundstück significa panecillo) se trata de un pedazo de carne de cerdo (a veces de vaca) puesto sobre la mitad superior de un panecillo (brötchen); se trata de un fast food (reste-essen o resteessen) muy popular en Hamburgo (Alemania) que se come en los Imbiss. El Rundstück warm se suele cubrir con una salsa gravy (bratensauce) y se suele acompañar de pepinillos encurtidos (gewürzgurke) o aspik. Se suele servir en bares (kneipen) y restaurantes locales (gaststätten) de la ciudad de Hamburgo, así como en los alrededores. 

## Historia
Por la forma de prepararse algunos autores indican que pudo haber inspirado a la hamburguesa (véase también: historia de la hamburguesa). La verdad es que este pequeño alimento servido como aperitivo forma parte desde hace mucho tiempo de la historia de la ciudad.